# 范华平
范华平（1962年10月—），男，汉族，云南泸西人，中华人民共和国政治人物。红河州民族师范学校（泸西班）毕业，中共云南省委党校函授行政管理专业毕业。

## 生平
1982年8月参加工作。1984年12月加入中国共产党。2002年12月，任中共红河州委常委、蒙自县委书记。2008年2月，任中共红河州委常委、常务副州长。2009年12月，任中共曲靖市委副书记。2012年12月，任中共曲靖市委副书记、市长。2015年5月，任中共昭通市委书记。
2017年3月，任海南省公安厅党委书记、厅长。2018年1月，当选为海南省人民政府副省长。2019年7月，任山东省人民政府副省长、省公安厅厅长。2023年1月，换届转任山东省人大常委会副主任。
2013年，当选第十二届全国人民代表大会云南地区代表。